# پریبوروویه
پریبوروویه (به لاتین: Priborovoye) یک منطقهٔ مسکونی در روسیه است که در سرزمین آلتای واقع شده‌است.